# Syrrheuma cretata
Syrrheuma cretata là một loài bướm đêm trong họ Geometridae.